# Wenlan He
Wenlan He är ett vattendrag i Kina. Det ligger i provinsen Hainan, i den södra delen av landet, omkring 64 kilometer väster om provinshuvudstaden Haikou.
Genomsnittlig årsnederbörd är 2 661 millimeter. Den regnigaste månaden är juli, med i genomsnitt 450 mm nederbörd, och den torraste är januari, med 24 mm nederbörd.